# Svartfolk
Svartfolk är ett begrepp inom rollspel för folkslag som troll, orcher, vättar och liknande oknytt. Begreppet myntades 1986 av Anders Blixt när han som redaktör för Drakar och Demoner-tillbehöret Monsterboken behövde en svensk motsvarighet till engelskans goblinoids.
Citat från ovanstående inlägg: "Nej, jag har inte stulit termen "svartfolk". Jag hittade på den alldeles själv som en svensk beteckning på de besjälade arter som på rollspelsamerikanska ofta kallas "goblinoids". Mitt första konstruktörsuppdrag hos Ä-spel var att göra klart Monsterboken. Jag insåg då att jag behövde ett övergripande begrepp för svartnissar, svartalfer, resar och liknande. Med tvekan föreslog jag "svartfolk"; det gick tydligen hem bland svenska gamers eftersom man använder begreppet här, 20 år senare."
Begreppet har i dag sin största spridning inom levande rollspel där även begreppet svartblod används.

### Fotnoter
1. ↑  Diskussionsinlägg av Anders Blixt Arkiverad 28 september 2007 hämtat från the Wayback Machine., 3 mars 2005 (sidan besökt 30 augusti 2006)